# Korea őstörténete

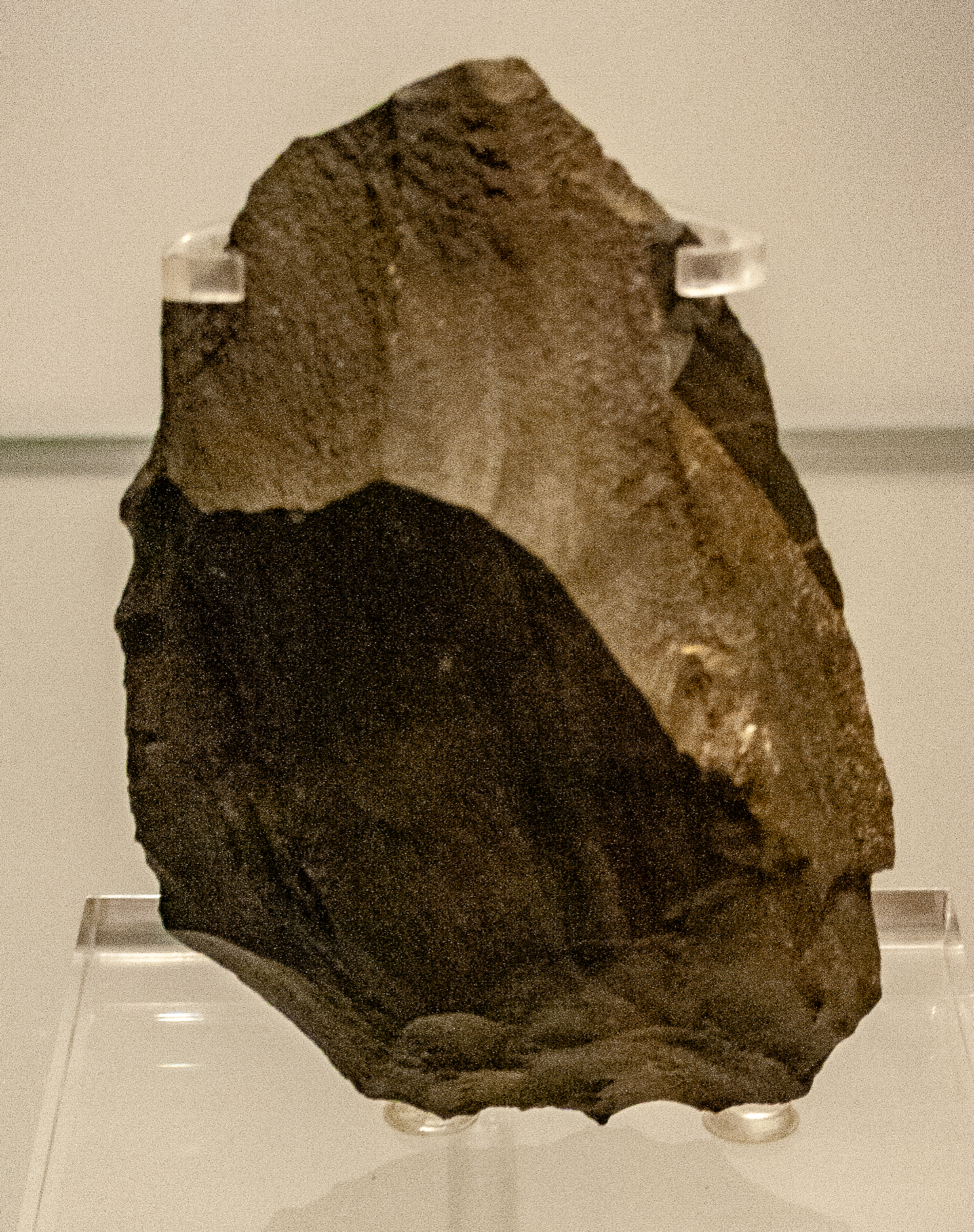
Őskőkori szakóca a Koreai-félszigetről a British Museumban

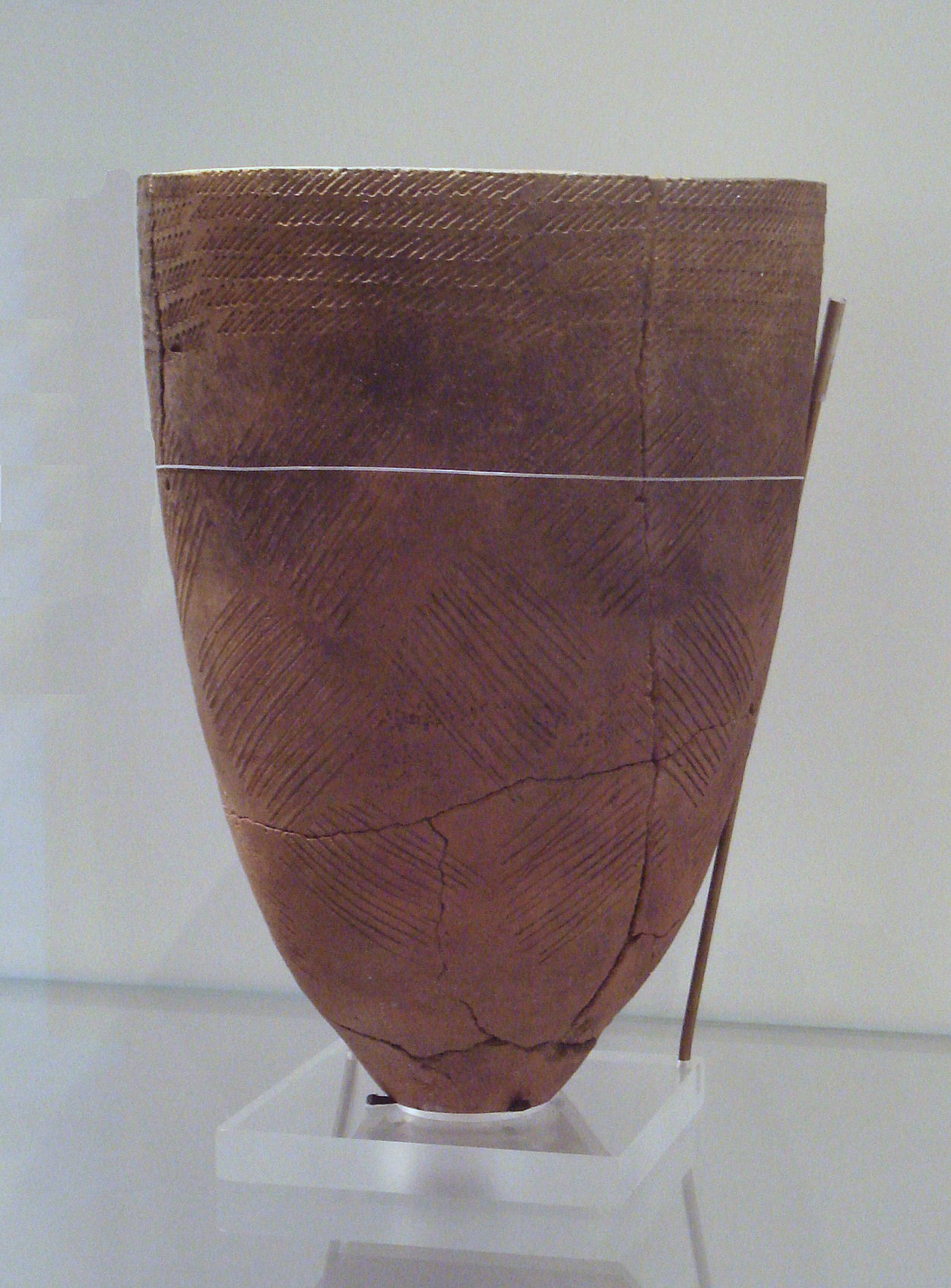
Csulmun (Jeulmun) agyagedény, ca. i.e. 4000

Korea őstörténete az ember megjelenésével kezdődik a Koreai-félszigeten, melynek dátumáról eltérőek a vélemények. A régészeti ásatások viszonylag későn kezdődtek a területen. Hagyományosan három nagy korszakra osztják: a Csulmun (Jeulmun)- és Mumun kerámiakorra és a vaskorra.

## Kőkorszak
Az első emberek megjelenését a félszigeten különféle források más-más időpontra teszik: egyes források szerint 500 000, mások szerint akár már 700 000 évvel ezelőtti időpont is lehet. Az ásatások viszonylag későn kezdődtek, az 1960-as években, azonban azóta több mint 100 őskőkorszaki lelőhelyet tártak fel. Ezek tanúsága szerint körülbelül 20 000 évvel ezelőtt az ősemberek már használtak tüzet a Koreai-félszigeten és földbe vájt lakóhelyen éltek, kisebb csoportokba verődve. A leletek alapján az ősemberek leginkább a folyók mentén és a tengerpartok mellett telepedtek le. Azt azonban nem lehet biztosan tudni, hogy a mai koreaiak leszármazottai-e a kőkorszakban itt élt ősembereknek, mivel a vándorlás meglehetősen gyakori volt.
Az újkőkorszakban Szibéria felől érkezett emberek egészítették ki a Koreai-félszigeten élő törzseket, számos újkőkorszaki lelet került elő Phenjan, Szöul és Puszan (Busan) környékéről. Az újkőkorszaki emberek már agyagedényeket is készítettek.

## Csulmun(Jeulmun)-korszak
I.e. 8000-től i.e. 1500-ig tartónak számítják az úgynevezett Csulmun (Jeulmun)-korszakot, melynek neve az agyagedényeken lévő fésűszerű mintát jelöli. Ekkoriban a törzsi csoportok vadászattal, halászattal, gyűjtögetéssel foglalkoztak és megkezdődött a kis mértékű növénytermesztés is.

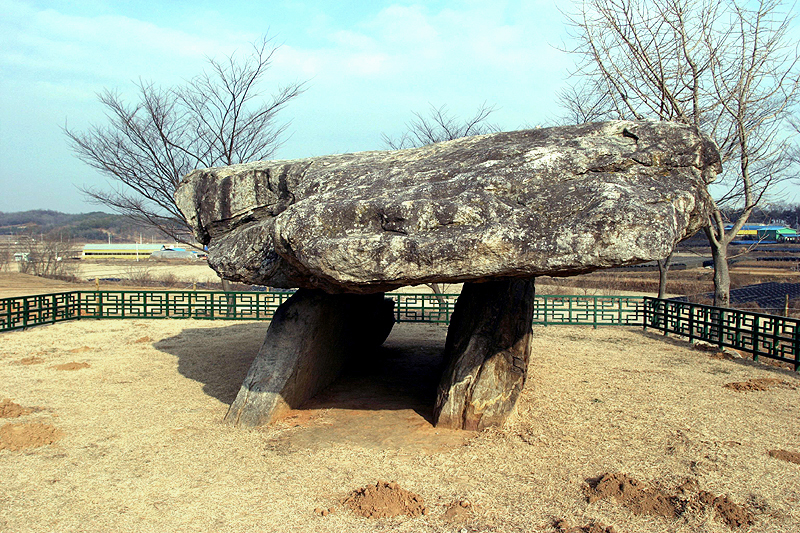
Dolmen Kanghva (Ganghwa) szigetén

## Mumun-korszak
I.e. 1500-tól számítják az újfajta agyagkultúra, a Mumun-korszak kezdetét és körülbelül i.e. 300-ig tartott. A bronzkor is ebben az időszakban köszöntött be a félszigeten, és ekkortájt épültek a koreai dolmenek is. Ebben az időben a földfalakkal körülvett városállamok voltak a jellemzőek és elterjedt a mezőgazdaság is. A bronzkorban itt élő emberek tekinthetőek a koreaiak őseinek.

## Vaskor
I.e. 300-ra már elterjedtek a vasból készített eszközök a félszigeten, és megkezdődött a vaskor, még Kodzsoszon (Gojoseon) idejében. Ekkor kezdték el Koreában használni az ondol padlófűtési rendszert. Ásatások során kínai pénzérméket is találtak, ami mutatja, hogy ebben a korban már befolyása volt a kínai kultúrának a koreai kultúra fejlődésére. Átvették a kínai típusú szürke kőedényeket is.